# Kodinsk
Kodinsk (rusky Кодинск) je město v Krasnojarském kraji v Ruské federaci. Při sčítání lidu v roce 2010 měl bezmála patnáct tisíc obyvatel.

## Poloha
Kodinsk leží na Angarské plošině, u levého, jižního břehu Bogučanské přehradní nádrže na Angaře. Samotná Bogučanská vodní elektrárna je od něj vzdálena přibližně deset kilometrů severně. Od Krasnojarsku, správního města kraje, je vzdálen přibližně 730 kilometrů severovýchodně.

## Dějiny
V roce 1930 vznikla v oblasti vesnice Kodinskaja Zaimka (Кодинская Заимка) určená pro politické vyhnance. Její název byl odvozen od řeky Kody, jejíž  jméno je evenckého původu (od Kada - skála). Nové sídlo Kodinskij zde začalo být budováno v roce 1977 v souvislosti se stavbou Bogučanské přehrady. Hned v roce 1977 se stalo sídlem městského typu a v roce 1989 se stalo městem pod názvem Kodinsk.